# 尖頭大吻鱥
尖头大吻鱥（学名：Rhynchocypris oxycephalus），又称焦氏尖頭鱥，为輻鰭魚綱鯉形目雅羅魚科鱥屬的其中一種，分布於亞洲俄羅斯阿穆爾河、烏蘇里江向南至中國長江流域的河流、韓國黃海沿岸、日本南部（本州、九州、四國），體長可達17.2公分，屬肉食性，以小魚及昆蟲為食。

## 扩展阅读
維基物種上的相關：尖头大吻鱥
1. ↑  Bogutskaya, N. . The IUCN Red List of Threatened Species. 2022: e.T159709916A159709987  [3 April 2023]. doi:10.2305/IUCN.UK.2022-1.RLTS.T159709916A159709987.en .